# پیوتر لیسک
پیوتر لیسک (انگلیسی: Piotr Lisek؛ زادهٔ ۱۶ اوت ۱۹۹۲) ورزشکار پرش با نیزه اهل لهستان است.
وی در مسابقات کشوری و بین‌المللی در مجموع برندهٔ ۲ مدال طلا و ۵ مدال برنز شده‌است.